# Curt Blomkvist
Curt John Vilhelm Blomkvist, född 26 oktober 1914 i Östads församling, Älvsborgs län, död 26 april 2007 i Tölö församling, Hallands län, var en svensk advokat.
Efter studentexamen i Göteborg 1934 blev Blomkvist juris kandidat vid Lunds universitet 1938 och genomförde tingstjänstgöring 1938–43. Han blev biträdande jurist hos advokaterna Ivar Glimstedt och Georg Lindberg 1943, ledamot av Sveriges advokatsamfund 1946 och innehade egen firma från 1958.
Blomkvist var styrelseledamot i Sveriges advokatsamfunds västra avdelning från 1954, ordförande 1959–60, styrelseledamot i Sveriges advokatsamfund 1962–68, ordförande i Göteborgs juristklubb 1969–70, ledamot av rättshjälpsnämnden i Göteborg 1973–76, vice ordförande i Sveriges advokatsamfunds lagstiftningsråd 1973–77 och ledamot av Sveriges advokatsamfunds disciplinnämnd. Han författade Rätten till självförsvar (1972) och Försvararen (1987).